# Virginia Slims of Philadelphia 1978
Il Virginia Slims of Philadelphia 1978 è stato un torneo femminile di tennis giocato sul cemento indoor. 
È stata la 7ª edizione del torneo, che fa parte del WTA Tour 1978. Si è giocato al Philadelphia Civic Center di Filadelfia, negli USA dal 20 al 26 marzo 1978.

## Campionesse

### Singolare
Chris Evert ha battuto in finale  Billie Jean King con il punteggio di 6–0, 6–4

### Doppio
Kerry Melville Reid /   Wendy Turnbull hanno battuto in finale  Françoise Dürr /  Virginia Wade con il punteggio di 6–3, 7–5